# Kamatyanahatti, Chikodi
Kamatyanahatti là một làng thuộc tehsil Chikodi, huyện Belgaum, bang Karnataka, Ấn Độ.